# 安东·杰利维格
安东·安东诺维奇·杰利维格（俄语：Анто́н Анто́нович Де́львиг，1798年8月17日—1831年1月26日）俄罗斯诗人，波罗的海德意志人记者，1830年与创办了《文学报》。